# Наука в Финляндии
Наука в Финляндии (фин. Suomen tiede) — система научных знаний и развития современных технологий в Финляндии.
Ведущим в Финляндии НИИ является государственный Центр технических исследований ВТТ, в котором работают 2500 ученых и специалистов в 9 городах. Бюджет ВТТ в 2006 г. несколько сократился и составил 216 млн евро (2005 г. — 225 млн евро). Финансирование со стороны государства также несколько снизилось — 76 млн евро и составляет 35 % бюджета ВТТ (2005 г. — 78 млн евро).

## Академия Финляндии
Академия Финляндии (АФ) находится в административной структуре министерства образования и так же, как Текес не имеет в своем составе научно-исследовательских подразделений. АФ выступает в качестве координатора международного сотрудничества Финляндии, прежде всего по линии Евросоюза и Европейского научного фонда. Основными направлениями деятельности АФ являются выработка направлений научной политики страны, повышение авторитета научной работы и эффективности внедрения результатов научных исследований.
Финансирование научно-исследовательских работ по линии АФ в 2006 г. составило 15 % от общих расходов на НИОКР и распределялось: университеты — 80 %; НИИ — 10 %; иностранные организации — 8 %.

## Информационные технологии
В 2012 году Финляндия заняла третье место среди 142 стран в области развития информационных технологий. В Финляндии 80 % домашних хозяйств имеют компьютер (16-е место в рейтинге); 87 % населения регулярно пользуется Интернетом (7-е место в мире); Wi-Fi пользуются 61 % населения.

## Вычислительные мощности
По состоянию на июнь 2022 года в Каяани находится один из финских научных IT-центров, в нём установлен один из суперкомпьютеров ЕС, проекта EuroHPC JU, суперкомпьютер «LUMI». В июне 2022 года «LUMI» стал самым быстрым суперкомпьютером в Европе и ЕС, и третьим в мире в рейтинге Top500. По состоянию на ноябрь 2022 года «LUMI» занимает третье место в мире в рейтинге Top500 и имеет заявленную производительность в 309,10 петафлопс, а пиковую — 428,70 петафлопс при среднем энергопотреблении порядка 6 МВт.

## Инновации
Финская компания Sitra разрабатывает новую систему морских электростанций «Пингвин», преобразующих морские волны (автор идеи — Рауно Койвусаари из Элияки).

## Технопарки

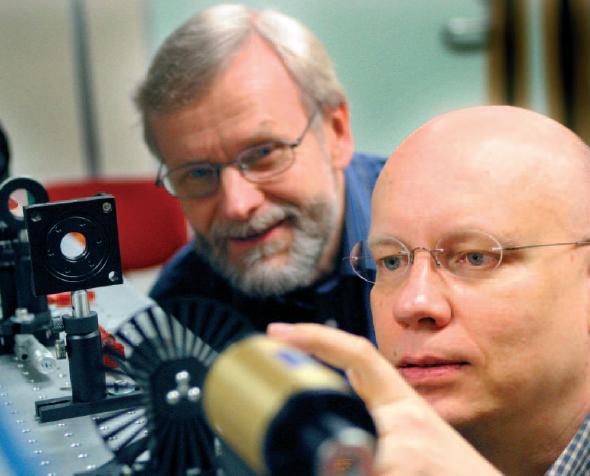
Профессора Рольф Хернберг и Мартти Кауранен в Технологическом университете Тампере

В Финляндии уделяется большое внимание развитию технопарков, которые рассматриваются в качестве одного из важнейших элементов инновационной инфраструктуры страны, способствующего углублению сотрудничества государственных исследовательских центров и университетов с промышленностью.
Идея технопарков заключается в создании места и условий для активизации и упрощения диалога промышленности с научными сотрудниками, которые без отрыва от образовательной и научной деятельности и с использованием имеющейся у них исследовательской базы привлекаются крупными или вновь созданными компаниями к решению актуальных проблем, востребованных современной промышленностью.
Муниципальные власти при организации технопарков создают дополнительные рабочие места и расширяют налогооблагаемую базу, активизируют деловую жизнь, развивают инфраструктуру, привлекают инвестиции и повышают престиж региона.
Университеты заинтересованы в получении дополнительных средств на исследования от предприятий, проведении НИОКР и создании на их основе технологий, востребованных в промышленности, а также в подготовке специалистов, имеющих знания и практические навыки современного производства. Указанные аспекты повышают значимость и престиж университета, в том числе на международном уровне. С помощью национальной программы обеспечивается изучение результатов всех университетских исследований и передача потенциально значимых инновационных идей предприятиям в технопарках, при безусловном соблюдении прав интеллектуальной собственности самих исследователей.
Одним из основных критериев оценки эффективности деятельности технопарков является количество новых высокотехнологических предприятий, которые начинают свою самостоятельную деятельность без государственной помощи и вовлекают смежные организации в экономическую активность, основанную на знаниях.
На базе 20 университетов в Финляндии муниципальными органами власти созданы 22 технопарка, которые в большинстве принадлежат региональным властям. Все технопарки объединены в Ассоциацию научных парков Финляндии Текел. Всего в научных парках осуществляют свою деятельность 1600 инновационных компаний, в которых работают 32000 специалистов и ученых.
Наибольшее количество технопарков расположено в столичном регионе Хельсинки — 3 технопарка, в г. Тампере — 3 и в г. Сейняйоки — 2. Крупнейшим технопарком является научно-исследовательский комплекс в столичном регионе Хельсинки «Отаниеми», который расположен в г. Эспоо с ВТТ и Хельсинкским технологическим университетом, в котором обучаются 14 тыс. студентов.

## Фонд «Ситра»
Особое положение в стране занимает Финский инновационный фонд «Ситра», — независимый общественный фонд при парламенте Финляндии, который был организован в 1967 г. Целями деятельности фонда являются развитие конкурентоспособности и обеспечение поступательного и сбалансированного развития экономики Финляндии, повышение деловой активности в стране и уровня международной кооперации финских предприятий.
Указанные цели достигаются фондом путём стимулирования и финансирования научных исследований, организации и проведения обучающих программ, поддержки инновационных проектов, развития малого и среднего предпринимательства, оказания содействия и привлечения венчурного капитала к финансированию проектов.
Основной капитал фонда «Ситра» превышает 570 млн евро. Финансирование деятельности фонда осуществляется за счет процентов от средств фонда и инвестиционной деятельности. В начале 2005 г. портфель инвестиций «Ситра» включал акции 99 финских компаний на 146,8 млн евро и средства в 95,3 млн евро, размещенные в 36 независимых фондах и 12 управляющих компаниях.
В фонде работает 90 чел., из которых 1/3 связана с проектами в научно-исследовательской области, 1/3 — в сфере развития бизнеса и капиталовложений и 1/3 занята в области управления деятельностью фонда.
Фонд «Ситра» является организацией, которая разрабатывает, испытывает и внедряет в практику различные организационно-структурные и финансовые схемы поддержки и развития современных высоких технологий и развития предпринимательства в Финляндии. На базе рекомендаций фонда была построена деятельность Финского агентства по финансированию технологий и инноваций Текес, внедрена система стартового финансирования для коммерциализации перспективных технологических разработок, создана система венчурного финансирования НИОКР и привлечения частных средств в инновационную деятельность. Создана система поддержки развивающихся предприятии на базе бизнес-инкубаторов, в Финляндии успешно функционируют 14 бизнес-инкубаторов.
Значительное внимание «Ситра» концентрирует на поддержке малых и средних предприятий, действующих, прежде всего, в инновационной области. Фонд создал систему венчурного финансирования НИОКР и реализовал на практике возможность привлечения частных средств в инновационную деятельность.
В указанных программах фонда успешно используются преимущества государственно-частного партнерства для реализации долгосрочных капиталоемких проектов, которое позволяет равномерно распределить между участниками экономические риски, эффективно обеспечивать управление сложным проектом, а также использовать различные источники финансирования.
Для решения своей основной задачи — содействия поступательному развитию финской экономики и повышению её конкурентоспособности, фонд на регулярной основе организует научные исследования с целью выработки оптимальных механизмов реализации программ развития высоких технологий в стране.
При сохранении приоритетной поддержки и развития малого и среднего предпринимательства, основные усилия фонда сконцентрированы на приоритетных программах, срок действия которых рассчитан на несколько лет:
- инновационная деятельность (2004—2008) — разработка различных моделей национальной инновационной системы в целях закрепления Финляндии на лидирующих позициях в мире;
- здравоохранение (2004—2009), питание и продовольствие (2004—2007) — повышение качества и эффективности предоставления населению услуг в этих сферах за счет внедрения новых технологий, углубления взаимодействия между частными компаниями и общественными организациями;
- защита окружающей среды (2004—2009) — повышение эффективности природоохранных технологий и их более широкое внедрение;
- сотрудничество с Индией (2004—2007);

### Другие фонды и ассоциации
Другими ведущими участниками инновационной системы Финляндии являются:
- Госфонд венчурного финансирования «Финнвера», созданный МТП для обеспечения рискового финансирования (главным образом займы и гарантии), прежде всего, предприятий малого и среднего бизнеса, развития их международной и экспортной деятельности, покрытия рисков от потерь при экспортных операциях и инвестиционной деятельности за рубежом;
- «Финпро» (Ассоциация внешней торговли Финляндии) — задачей организации является продвижение финского экспорта и оказание содействия выходу финским предприятиям на международные рынки. «Финпро» имеет 53 бюро в 40 странах и оказывает информационную помощь финским предприятиям на всех этапах совершения международных операций. Международная ассоциация, объединяющая организации по продвижению экспорта, по итогам 2006 г. отметила «Финпро» премией как «лучшую среди лучших» организаций промышленных стран в данной области;
- Государственная инвестиционная компания «Инвестиции финской промышленности», основанная МТП в 1995 г. для улучшения условий деятельности компаний малого и среднего бизнеса на рынках рискового капитала;
- Государственный «Фонд финских изобретений» основан в 1975 г. для экспертизы, консультирования и оказания помощи организациям по патентной защите и вопросам интеллектуальной собственности.

## Программы Евросоюза
Финляндия достаточно эффективно использует финансовые возможности ЕС для проведения как собственных, так и международных НИОКР. В Финляндии из всего количества научных исследований свыше 2 % финансируются по линии ЕС.
В рамках бюджета ЕС на научно-исследовательскую деятельность в 2002—2006 гг. Финляндия участвовала в 400 европейских проектах последующим крупным научно-исследовательским направлениям, на которые было выделено 146 млн евро: биологические науки, генетические исследования, биотехнологии в здравоохранении; информационно-коммуникационные технологии; нанотехнологии, материалы с изменяющимися параметрами; изучение атмосферы и космического пространства; качество и безопасность продуктов питания; использование новых технологий и альтернативных источников энергии, глобальные изменения климата, изучение экосистемы.
Финляндия активно участвует в международном сотрудничестве в области инноваций по линии сети Центров ЕС по продвижению инноваций IRC (Innovation Relay Centers), с целью развития и распространения инновационных технологий. Финская национальная сеть Центров по продвижению инноваций — IRC Finland была создана под руководством Текес и включает в себя 7 технологических компаний в крупнейших городах страны: Хельсинки, Эспоо, Турку, Тампере, Оулу и Куопио.
Указанные организации оказывают помощь и координируют деятельность 200 инновационных фирм и 1000 исследователей в Финляндии которые входят в сеть IRC Finland.
Основными направлениями работ IRC Finland являются: оказание содействия развитию инновационных технологий в Финляндии с помощью международного сотрудничества, прежде всего со странами Европы; помощь финским предприятиям в поиске европейских партнеров в области новых технологий; информационное обеспечение о возможностях международного трансферта технологий; организация и проведение переговоров по вопросам технологического сотрудничества; Текес создает и поддерживает информационные базы данных, в которых концентрируются предложения и заявки в области обмена технологиями 1500 зарегистрированных пользователей сети IRC Finland со всего мира.
Деятельность сети IRC Finland на 55 % финансируется из бюджета страны (по линии Текес) и на 45 % из бюджета ЕС. В 2006 г. общее финансирование работ IRC Finland составило 40 млн евро.